# Trude Fleischmann

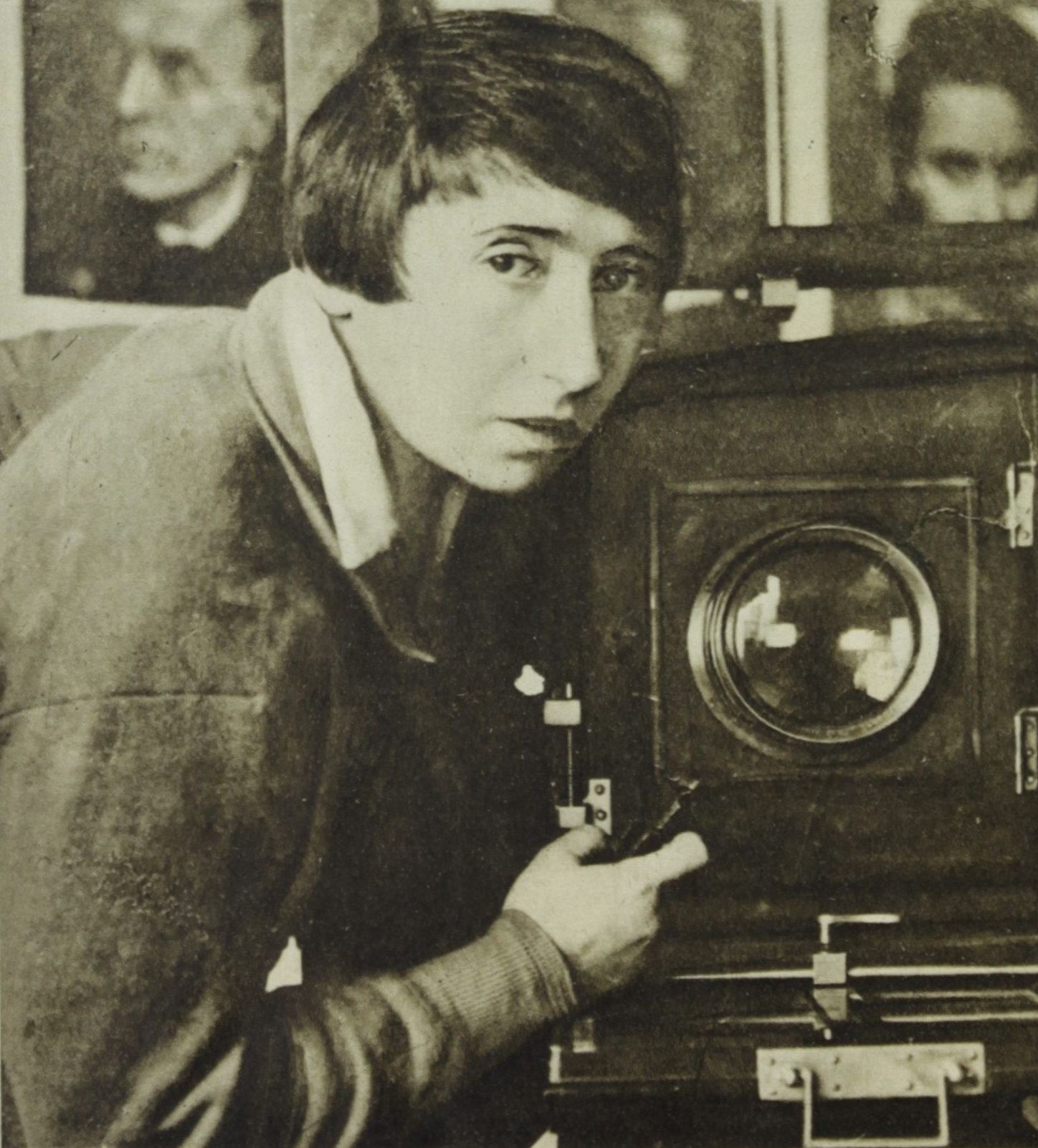
Die Fotografin um 1930

Trude Fleischmann (* 22. Dezember 1895 in Wien; † 21. Januar 1990 in Brewster, New York) war eine österreichisch-amerikanische Fotografin.

## Leben und Wirken
Trude Fleischmann stammte aus einem bürgerlichen, assimilierten jüdischen Elternhaus. Nach der Matura studierte sie kurzzeitig Kunst in Paris. Von 1913 bis 1916 absolvierte sie eine Ausbildung in der Graphischen Lehr- und Versuchsanstalt in Wien. Nach einem kurzen Praktikum bei Madame d’Ora machte sie ihre Berufsausbildung in den Jahren 1916 bis 1919 im Atelier von Hermann Schieberth. Anfang 1920 eröffnete sie ein eigenes Atelier in der Nähe des Wiener Rathauses.
Schnell wurde Fleischmann zu einer der gefragtesten Porträtfotografinnen Wiens. In ihrem Atelier machte sie Aufnahmen von zahlreichen bekannten Persönlichkeiten aus Gesellschaft, Kunst und Kultur, darunter Peter Altenberg, Gustinus Ambrosi, Alban Berg, Wilhelm Furtwängler, Karl Kraus, Hedy Lamarr, Adolf Loos, Tilly Losch, Alfred Polgar, Max Reinhardt, Schauspieldynastie Thimig, Hilde Wagener, Bruno Walter, Paula Wessely, Grete Wiesenthal und Stefan Zweig. Es entstanden auch Tanz- und Aktaufnahmen. Berühmt wurde Fleischmann mit ihren als skandalös empfundenen Aktfotografien der Tänzerin Claire Bauroff.
Fleischmanns Fotografien wurden auch in allen gängigen Magazinen gedruckt, darunter Berliner Illustrirte Zeitung, Die Bühne, Die Dame, Moderne Welt, Wiener Bilder, Wiener Magazin und Wiener Mode.
Ab Mitte der 1930er Jahre wandte sie sich auch der Landschafts- und Heimatfotografie zu.
Nach dem „Anschluss“ Österreichs an das Deutsche Reich gelang Fleischmann mit Hilfe der US-amerikanischen Fotografin Marion Post Wolcott, mit deren Schwester Helen sie in Wien studiert hatte, im September 1938 die Flucht; zunächst nach Paris, dann nach London und schließlich nach New York. 1940 eröffnete sie ein Fotostudio in Manhattan. Auch in ihrer neuen Heimat – 1942 erhielt sie die US-amerikanische Staatsbürgerschaft – fotografierte sie bekannte Künstler und Intellektuelle, darunter Richard Coudenhove-Kalergi, Albert Einstein, Otto von Habsburg, Oskar Kokoschka, Lotte Lehmann und Arturo Toscanini.
1969 zog sich Fleischmann aus dem Berufsleben zurück und übersiedelte nach Lugano. 1988 kehrte sie in die USA zurück, wo sie zwei Jahre später starb.
Im Jahr 2016 wurde in Wien-Donaustadt (Seestadt Aspern) die Trude-Fleischmann-Gasse nach ihr benannt. Im gleichen Jahr produzierte Anna Auer den Kurzfilm Trude Fleischmann – Ein Filmessay (26 Minuten), Der Film ist unterlegt mit dem Interview, das Auer mit Frau Fleischmann am 16. März 1986 in Lugano geführt hatte (Originalstimme).

## Nachlass
Man geht davon aus, dass viele Aufnahmen, bis auf 41 Platten-Negative, durch die Umstände der Flucht und die vollständige Zerstörung ihres Ateliers im Zweiten Weltkrieg verloren gingen. Trotzdem sind ihre verbliebenen Aufnahmen in renommierten Sammlungen untergekommen, darunter die des MoMA. des Metropolitan Museum of Art, der New York Public Library, des Leo Baeck Institutes und des Getty Museums in L.A. In Österreich verfügen das Wien Museum Karlsplatz, das Theatermuseum und die Sammlung Fotografis der Bank Austria über Fotografien Fleischmanns aus der Zeit bis 1938.

## Ausstellung
- 1982 Trude Fleischmann – Retrospektive. Porträts berühmter Persönlichkeiten, Bank Austria
- 1988 Trude Fleischmann. Fotografien 1918–1938, Galerie Faber, Wien
- 2011 Trude Fleischmann: Der selbstbewusste Blick, Wien Museum Karlsplatz, Wien